# ليام غريفين
ليام غريفين (بالإنجليزية: Liam Griffin)‏ هو لاعب قذف أيرلندي، ولد في 1945 في Rosslare Strand ‏ في جمهورية أيرلندا.